# Голубови (ред)
Голубови (лат. Columbiformes) су широко распрострањени ред птица летачица, који обухвата само једну породицу — голубове (Columbidae). Раније су се у овај ред сврставале породица саџа (Pteroclididae), која је данас у засебном реду, и породица додоа (Raphidae), која се сматра потпородицом голубова.